# Deuxième circonscription de la préfecture de Hiroshima
La deuxième circonscription de la préfecture de Hiroshima (広島県第2区, Hiroshima-ken dai-ni-ku) est l'une des six circonscriptions législatives que compte la préfecture de Hiroshima au Japon.

## Description géographique
Entre 1994 et 2013, la deuxième circonscription de la préfecture de Hiroshima regroupait les arrondissements de Nishi et Saeki de la ville de Hiroshima, les villes d'Ōtake et Hatsukaichi et le district de Saeki (ja).
Entre 2013 et 2022, elle réunissait les arrondissements de Nishi et Saeki, les villes d'Ōtake et Hatsukaichi et une partie de la ville d'Etajima,.
Depuis 2022, elle comprend les mêmes unités administratives à l'exclusion de la ville d'Etajima,.

## Députés
| Législature | Début de mandat | Fin de mandat | Député élu             | Parti politique | Parti politique |
| ----------- | --------------- | ------------- | ---------------------- | --------------- | --------------- |
| 41e         | 1996            | 2000          | Toshinobu Awaya (ja)   |                 | Shinshintō      |
| 42e         | 2000            | 2003          | Toshinobu Awaya (ja)   |                 | SE              |
| 43e         | 2003            | 2005          | Daisuke Matsumoto (ja) |                 | PDJ             |
| 44e         | 2005            | 2009          | Hiroshi Hiraguchi (ja) |                 | PLD             |
| 45e         | 2009            | 2012          | Daisuke Matsumoto      |                 | PDJ             |
| 46e         | 2012            | 2014          | Hiroshi Hiraguchi      |                 | PLD             |
| 47e         | 2014            | 2017          | Hiroshi Hiraguchi      |                 | PLD             |
| 48e         | 2017            | 2021          | Hiroshi Hiraguchi      |                 | PLD             |
| 49e         | 2021            | 2024          | Hiroshi Hiraguchi      |                 | PLD             |
| 50e         | 2024            | -             | Hiroshi Hiraguchi      |                 | PLD             |